# EF-480
A EF-480 é o projeto de uma ferrovia de ligação brasileira que ligará o município de Mogi das Cruzes, na Região metropolitana de São Paulo, ao Porto de São Sebastião no litoral paulista, tranpondo a Serra do Mar.